# Solid Pleasure
Solid Pleasure – debiutancki album szwajcarskiego zespołu Yello wydany 15 października 1980 roku w Stanach Zjednoczonych przez wytwórnię Ralph Records, a w roku następnym w Europie przez Vertigo Records. Wznowiony w 1988 roku przez Mercury Records.
Reedytowany w roku 2005 wszedł w skład sześciopłytowego kompletu Remaster Series, na który składa się sześć pierwszych płyt zespołu (odświeżonych dźwiękowo).

## Lista utworów
1. „Bimbo” – 3:36
2. „Night Flanger” – 4:52
3. „Reverse Lion” – 1:21
4. „Downtown Samba” – 2:38
5. „Magneto” – 2:47
6. „Massage” – 1:27
7. „Assistant's Cry” – 1:49
8. „Bostich” – 2:11
9. „Rock Stop” – 2:30
10. „Coast To Polka” – 1:54
11. „Blue Green” – 5:25
12. „Eternal Legs” – 4:08
13. „Stanztrigger” – 2:56
14. „Bananas To The Beat” – 3:05

- dodatkowo na płycie reedytowanej znalazły się następujące utwory (bonusy):

1. „Thrill Wave” – 2:02
2. „I. T. Splash” – 2:35
3. „Gluehead” – 2:52
4. „Smirak's Train” – 4:39
5. „Bostich (N'est-ce Pas)” – 4:36

## Twórcy
- Dieter Meier – wokal
- Boris Blank – wokal w utworze "Eternal Legs"

wraz z:
- Chico Hablas – gitara
- Felix Haug, Walt Keiser – perkusja
- Carlos Peron – efekty dźwiękowe